# Lippincott Williams & Wilkins
Lippincott Williams & Wilkins is een uitgeverij die zich specialiseert in medische en wetenschappelijke literatuur. Het is een dochterbedrijf van Wolters Kluwer en is gevestigd in Philadelphia.  Lippincott Williams & Wilkins geeft, vaak in samenwerking met beroepsorganisaties van artsen en wetenschappers, verschillende toonaangevende wetenschappelijke tijdschriften uit, zoals Circulation.